# Вулиця Левка Лук'яненка (Київ)
Ву́лиця Левка́ Лук'я́ненка — вулиця в Оболонському районі міста Києва, житловий масив Оболонь. Пролягає від шляхопроводу над Богатирською вулицею (як продовження Лугової вулиці) до проспекту Володимира Івасюка.
Прилучаються вулиці Богатирська, Героїв полку «Азов», 3ої Гайдай, Мінська площа, Оболонський проспект.

## Історія
Вулиця запроєктована в 1960-х роках під назвою Центральна поперечна північна сторона (№ 3). З 1970 по 2022 роки вулиця носила назву Маршала Тимошенка на честь радянського українського воєначальника Семена Тимошенка. Цікаво, що в довідниках «Вулиці Києва» за 1979 рік та «Київ» за 1982 рік вулиця фігурує під назвою проспект Маршала Тимошенка.
Забудову вулиці розпочато 1974 року. У 1978 році вулицею прокладено трамвайну лінію.
Сучасна назва на честь українського дисидента та діяча правозахисного національно-визвольного руху Левка Лук'яненка — з 2022 року.

## Проєкти перейменування
З 5 липня по 5 вересня 2016 року проводилося громадське обговорення проєкту перейменування вулиці Маршала Тимошенка в Оболонському районі на вулицю Миколи Кагарлицького. Загалом проголосувало 2482 особи, з них за — 718, проти — 1764.
21 червня 2022 було оголошено результати голосування з дерусифікації столиці у додатку «Київ Цифровий», найбільшу кількість голосів отримав варіант перейменування вулиці на честь Левка Лук'яненка.
2022 року було відхилено проєкт перейменування вулиці на честь письменника, мистецтвознавця, музикознавця, літературознавця, перекладача Миколи Кагарлицького .

## Пам'ятники
На вулиці встановлено чотири пам'ятники:
- Архангелу Михайлу (у сквері біля буд. № 16);
- Пам'ятник «Герої не вмирають» (у сквері навпроти буд. № 18)
- Митцю (біля буд. № 21);
- Будівничому (біля буд. № 29-б).

## Установи та заклади
- Оболонський районний суд (буд. № 2-є)
- Дошкільний навчальний заклад № 589 (буд. № 3-б)
- Центр творчості дітей та юнацтва (буд. № 11-б)
- Київський університет ім. Б. Грінченка (буд. № 13-б)
- Центральна поліклініка, дитячі поліклініки № 1, 2 Оболонського району (буд. № 14)
- Оболонська районна державна адміністрація (буд. № 16)
- Торгівельний центр «Smart Plaza Obolon» (буд. № 21)
- Дошкільний навчальний заклад № 7/788 «Незабудка»

## Зображення

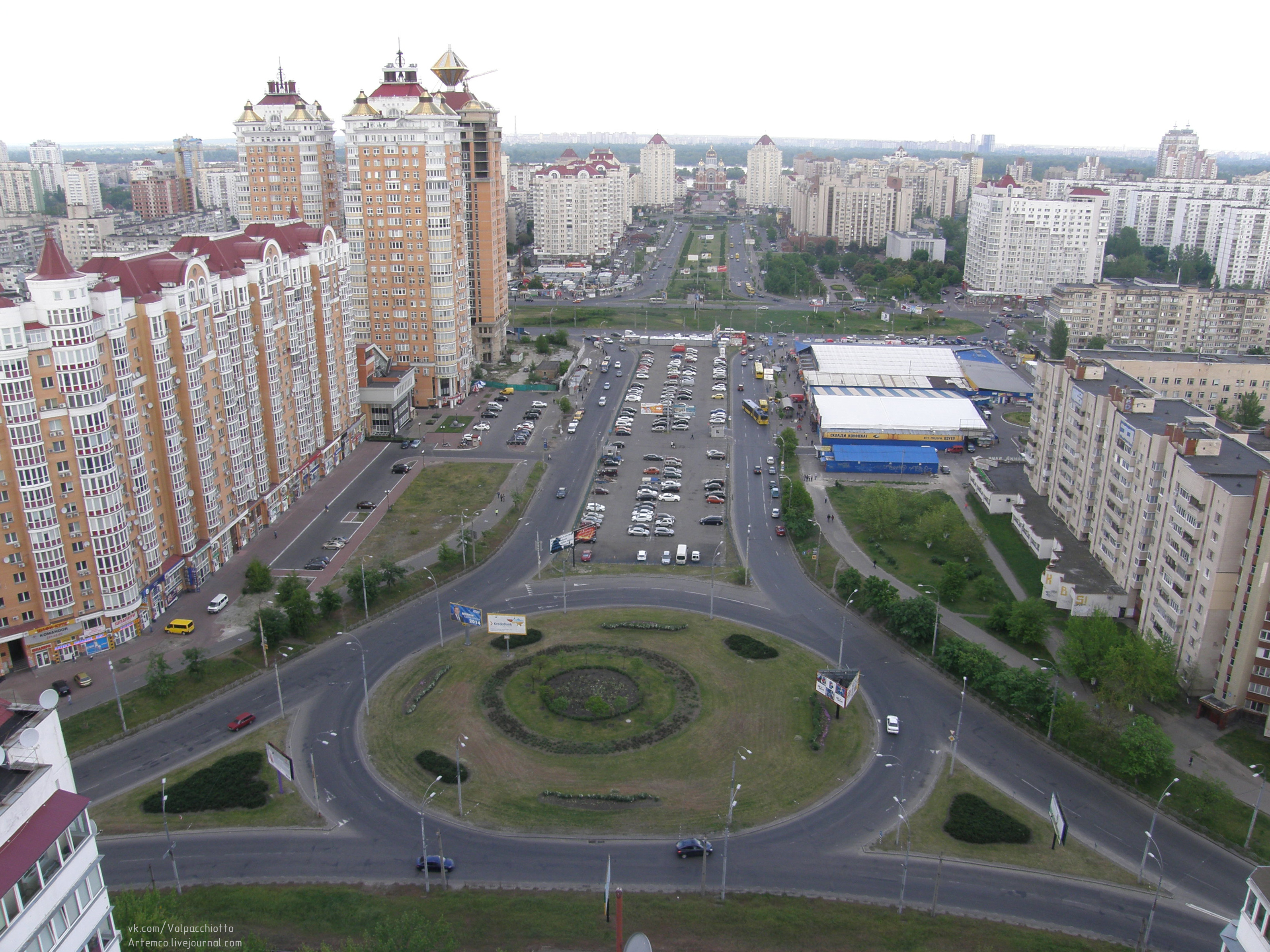
від перехрестя з вулицею Зої Гайдай на схід
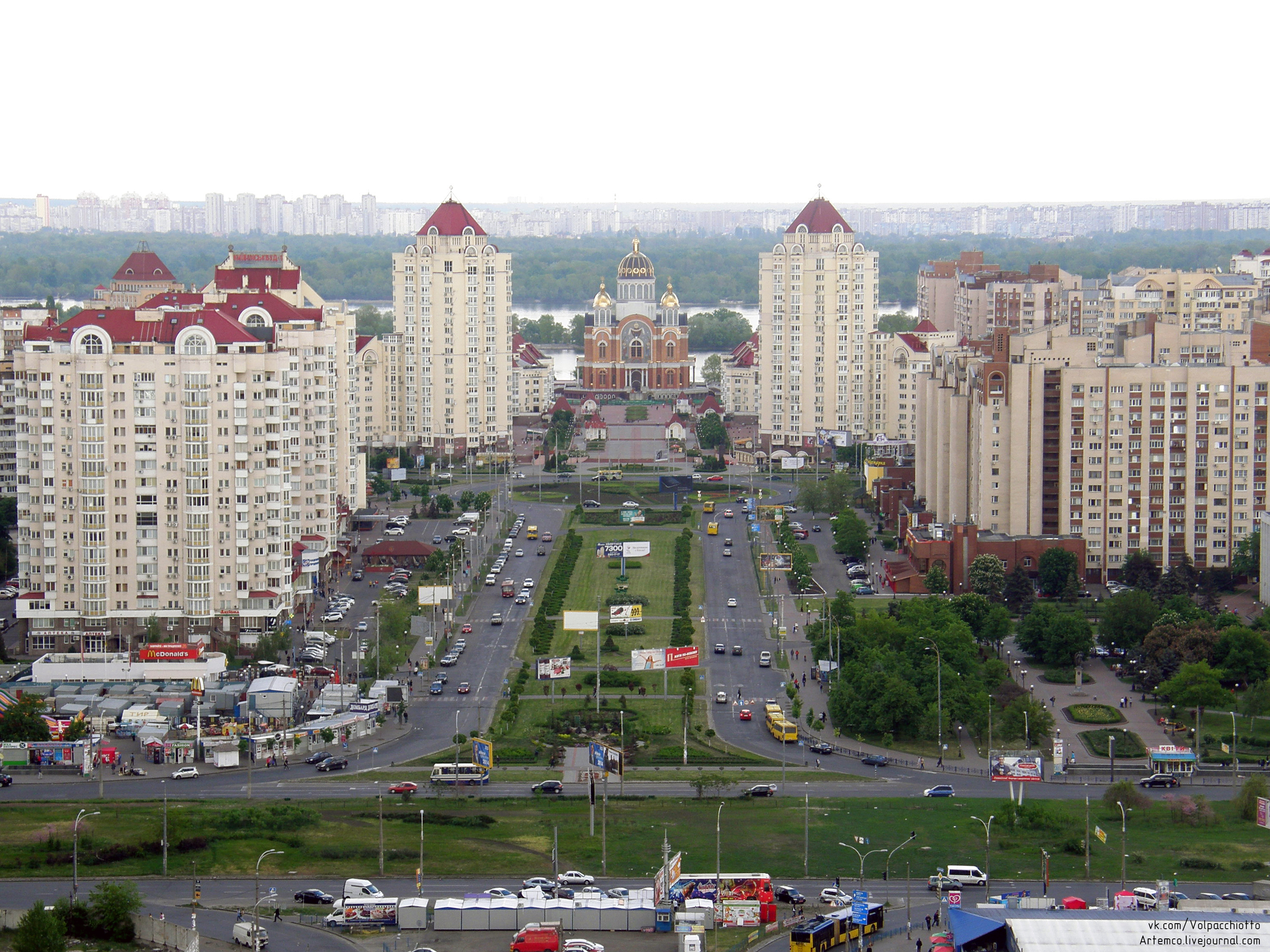
від Мінської площі до площі Михайла Загороднього
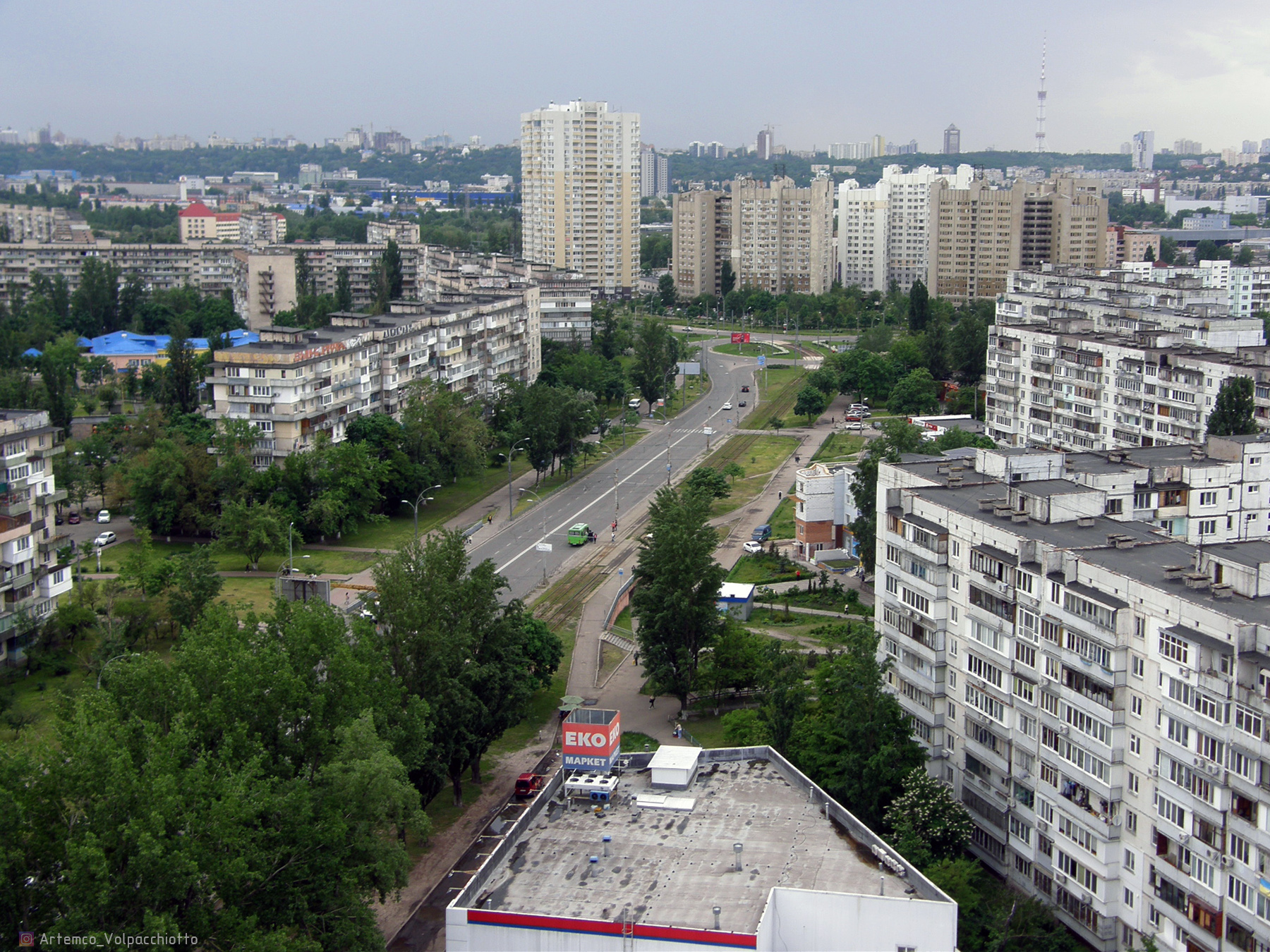
між 6м (праворуч) і 5м (ліворуч) мікрорайонами Оболоні
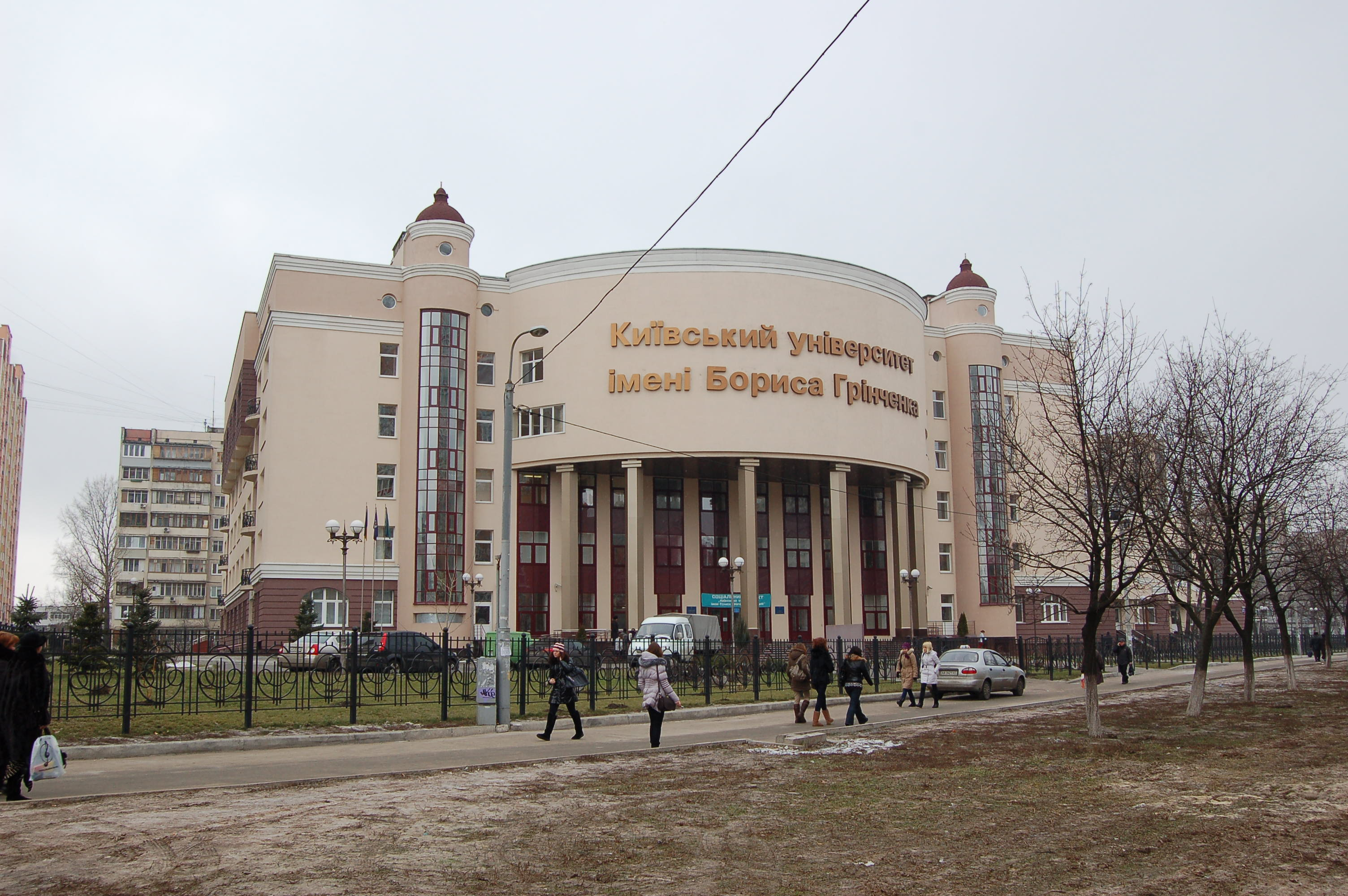
Київський університет ім. Б. Грінченка
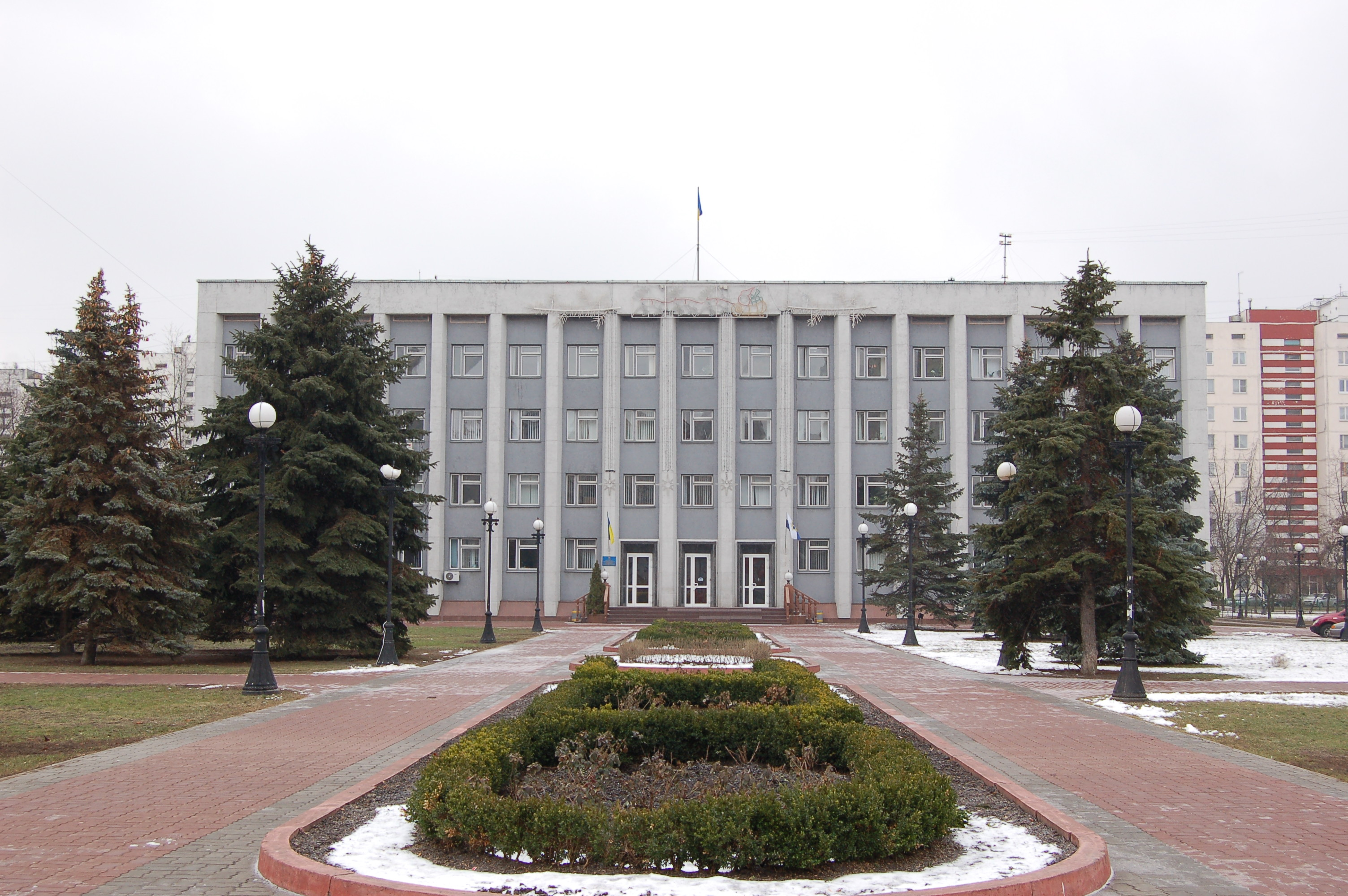
Оболонська райдержадміністрація
Пам'ятник Архангелу Михайлу
Пам'ятник Митцю
Пам'ятник Будівничому